# Korsförlamning
Korsförlamning är en muskelsjukdom hos häst. Den uppträder särskilt hos tyngre raser om de, efter att gått i arbete, plötsligt ställs på stall och utfodras som förut. När hästen sedan sätts i arbete igen händer det att den börjar halta och svettas. Flämtande andhämtning och förhöjd puls hör också till symptomen.
Upphör arbetet omedelbart och hästen hålls i absolut stillhet kan anfallet gå över – om inte, kan hästen bli liggande och utsikterna till hälsa är små. En häst som lagt sig ned bör hållas varm och läggas så att tryckskador förebyggs.
Sjukdomen beror på stegrad mjölksyrabildning i de starkt glykogenfyllda musklerna. Den förebyggs genom minskning av utfodringen, särskilt av proteiner, under viloperioderna. Även vid lättare symptom ska sadel eller sele tas av och hästen placeras i sin box och snarast komma under veterinärbehandling.